# Sitnik
Sitnik es un pueblo ubicado en la gmina Biała Podlaska, distrito de Biała Podlaska, voivodato de Lublin, Polonia.

## Superficie
Cuenta con una superficie de 10,37 kilómetros cuadrados.

## Demografía
Hasta 2011 la población era de 384 habitantes, con una densidad de población de 37,03 habitantes por kilómetro cuadrado. Estaba conformada por 189 hombres (49,2%) y 195 mujeres (50,8%), según el censo de la Oficina Central de Estadística.